# Židovský hřbitov v Krnově
Židovský hřbitov v Krnově se nachází v ulici V Osadě na Opavském předměstí, 1,5 km na jihovýchod od centra města. Byl velkoryse založen roku 1872 a postupně v areálu přibyla obřadní síň (1902) a dům správce (1930). Nejprve nacisté v roce 1938 zničili obřadní síň, po roce 1963 přestavěn správcovský dům k obytným účelům a většina plochy odprodána. Zůstala pouze zadní část obdélného tvaru o výměře 2590 m2, rozdělená v ose lipovou alejí. V 11 pravidelných řadách se nalézá zbylých 293 poemancipačních náhrobků, neboť na konci komunistické éry byly cenné kameny z černé žuly odprodány. Poslední pohřeb se uskutečnil v roce 1976. Dokumentace náhrobků volně přístupná na https://cemeteries.zob.cz/krnov. Majitelem hřbitova je Federace židovských obcí v ČR, údržbu zajišťuje organizace Matana a.s.      